# Le Téméraire
Le Téméraire was de titel van een beoogde opera van Albert Roussel. Roussel overleed voordat hij het werk kon voltooien. Roussel werkte aan deze opera in 1936 en 1937 samen met librettist Joseph Weterings. Roussel en Weterings hadden al eerder samengewerkt, zie daarvoor Aeneas. Onderwerp voor de opera was Karel de Stoute, Charles le Téméraire.